# Liste des parcs d'État de l'Indiana
L'État américain de l'Indiana compte 25 parcs d'État.

## Historique
En 1916, pour les 100 ans de l'Indiana, l'homme d'affaires Richard Lieber pousse l'État à fonder son système de parcs d'État. Le site de Turkey Run est d'abord retenu, mais le terrain est vendu à la Hoosier Veneer Company pour la sylviculture. L'État se rabat alors sur les canyons de la McCormick's Creek, dont le propriétaire Frederick Denkewalter vient de mourir. L'État finance 75 % de l'acquisition du terrain, le comté d'Owen payant le reste. Le 4 juillet 1916, le parc d'État de McCormick's Creek est officiellement créé. Celui de Turkey Run sera quant à lui créé quelques mois plus tard. Lieber dirigera le Département de la protection de l'environnement (Indiana Departement of Conservation) de 1917 à 1933.
Les parcs sont aujourd'hui gérés par le Département des ressources naturelles (Indiana Department of Natural Resources). Leur exploitation est financée à 70 % par les droits d'entrée, fixés à 7 dollars par voiture. Le parc d'État de la White River est le seul parc de l'Indiana qui n'est pas géré par le Département des ressources naturelles mais par une commission dédiée, la White River State Park Development Commission.

## Liste
| Nom                 | Image | Localisation                        | Comté                  | Création | Superficie              | Visiteurs (2017-18) |
| ------------------- | ----- | ----------------------------------- | ---------------------- | -------- | ----------------------- | ------------------- |
| Comté de Brown      |       | Nashville 39° 07′ N, 86° 16′ O      | Brown                  | 1929     | 15 815 acres (6 400 ha) | 1 285 087           |
| Chain O' Lakes      |       | Albion 41° 20′ N, 85° 23′ O         | Noble                  | 1960     | 2 718 acres (1 100 ha)  | 323 301             |
| Charlestown         |       | Charlestown 38° 26′ N, 85° 38′ O    | Clark                  | 1996     | 5 100 acres (2 064 ha)  | 207 287             |
| Chutes de l'Ohio    |       | Clarksville                         | Clark                  | 1990     | 165 acres (67 ha)       | 168 823             |
| Clifty Falls        |       | Madison 38° 46′ N, 85° 25′ O        | Jefferson              | 1920     | 1 519 acres (615 ha)    | 389 181             |
| Dunes de l'Indiana  |       | Porter 41° 40′ N, 87° 02′ O         | Porter                 | 1925     | 2 182 acres (883 ha)    | 1 449 741           |
| Fort Harrison       |       | Indianapolis 39° 52′ N, 86° 55′ O   | Marion                 | 1996     | 1 700 acres (688 ha)    | 923 671             |
| Harmonie            |       | New Harmony 38° 04′ N, 87° 57′ O    | Posey                  | 1966     | 3 465 acres (1 402 ha)  | 144 351             |
| Lincoln             |       | Lincoln City 38° 06′ N, 87° 00′ O   | Spencer                | 1932     | 2 026 acres (820 ha)    | 241 053             |
| McCormick's Creek   |       | Spencer 39° 17′ N, 86° 44′ O        | Owen                   | 1916     | 1 961 acres (794 ha)    | 625 088             |
| Mounds              |       | Anderson 40° 06′ N, 85° 37′ O       | Madison                | 1930     | 290 acres (117 ha)      | 407 652             |
| O'Bannon Woods      |       | Corydon 38° 14′ N, 86° 18′ O        | Harrison               | 2004     | 2 700 acres (1 093 ha)  | 125 021             |
| Ouabache            |       | Bluffton 40° 43′ N, 85° 07′ O       | Wells                  | 1962     | 1 104 acres (447 ha)    | 215 293             |
| Pokagon             |       | Angola 41° 43′ N, 85° 22′ O         | Steuben                | 1925     | 1 260 acres (510 ha)    | 624 171             |
| Potato Creek        |       | North Liberty 41° 33′ N, 86° 35′ O  | St. Joseph             | 1969     | 3 840 acres (1 554 ha)  | 584 749             |
| Prophetstown        |       | West Lafayette 40° 30′ N, 86° 50′ O | Tippecanoe             | 2004     | 2 000 acres (809 ha)    | 315 903             |
| Shades              |       | Waveland 39° 56′ N, 87° 05′ O       | Montgomery             | 1947     | 3 082 acres (1 247 ha)  | 108 559             |
| Shakamak            |       | Jasonville 39° 10′ N, 87° 14′ O     | Clay, Greene, Sullivan | 1929     | 1 766 acres (715 ha)    | 236 564             |
| Spring Mill         |       | Mitchell 38° 44′ N, 86° 25′ O       | Lawrence               | 1927     | 1 358 acres (550 ha)    | 708 687             |
| Summit Lake         |       | New Castle 40° 02′ N, 85° 18′ O     | Henry                  | 1988     | 2 680 acres (1 085 ha)  | 231 765             |
| Tippecanoe          |       | Winamac 41° 09′ N, 86° 36′ O        | Pulaski                | 1943     | 2 785 acres (1 127 ha)  | 137 802             |
| Turkey Run          |       | Marshall 39° 53′ N, 87° 13′ O       | Parke                  | 1916     | 2 382 acres (964 ha)    | 828 145             |
| Versailles          |       | Versailles 39° 05′ N, 85° 14′ E     | Ripley                 | 1943     | 5 988 acres (2 423 ha)  | 230 871             |
| White River         |       | Indianapolis 39° 46′ N, 86° 10′ O   | Marion                 | 1979     | 250 acres (101 ha)      | –                   |
| Whitewater Memorial |       | Liberty 39° 37′ N, 84° 58′ O        | Union                  | 1949     | 1 710 acres (692 ha)    | 273 580             |